# Tripogon larsenii
Tripogon larsenii är en gräsart som beskrevs av Norman Loftus Bor. Tripogon larsenii ingår i släktet Tripogon och familjen gräs. Inga underarter finns listade i Catalogue of Life.